# اولاف درسل
اولاف درسل (انگلیسی: Olaf Dreßel؛ زادهٔ ۱۹ سپتامبر ۱۹۶۸) بازیکن فوتبال اهل آلمان است.
از باشگاه‌هایی که در آن بازی کرده‌است می‌توان به باشگاه فوتبال بوخوم اشاره کرد.